# Xiancantan
Xiancantan of Altaar van de zijderupsgodin is een keizerlijke taoïstische tempel in Peking, China. Het lijkt op de Taimiao (Peking), Xiannongtan en de Shenongtan/社稷坛. Xiancantan ligt in het oosten van Beihai Park, een grote keizerlijke tuin in het historische stadscentrum. Het is bereikbaar via een brug vanaf de Longwangtempel. Xiancantan werd gebouwd tijdens de regeerperiode van keizer Qianlong. De tempel eerde Leizu, de ontdekster van de zijderups en de vrouw van de Gele Keizer.